# Araneus popaco
Araneus popaco là một loài nhện trong họ Araneidae.
Loài này thuộc chi Araneus. Araneus popaco được Herbert Walter Levi miêu tả năm 1991.